# Stazione di Albano Laziale
Stazione di Albano Laziale vasútállomás Olaszországban, Albano Laziale településen.

## Vasútvonalak
Az állomást az alábbi vasútvonalak érintik:
- Róma–Albano-vasútvonal

## Kapcsolódó állomások
A vasútállomáshoz az alábbi állomások vannak a legközelebb:
- Stazione di Cecchina
- Stazione di Cecchina-Genzano
- Stazione di Villetta (Stazione di Roma Termini, FL4)